# Kaltfräse

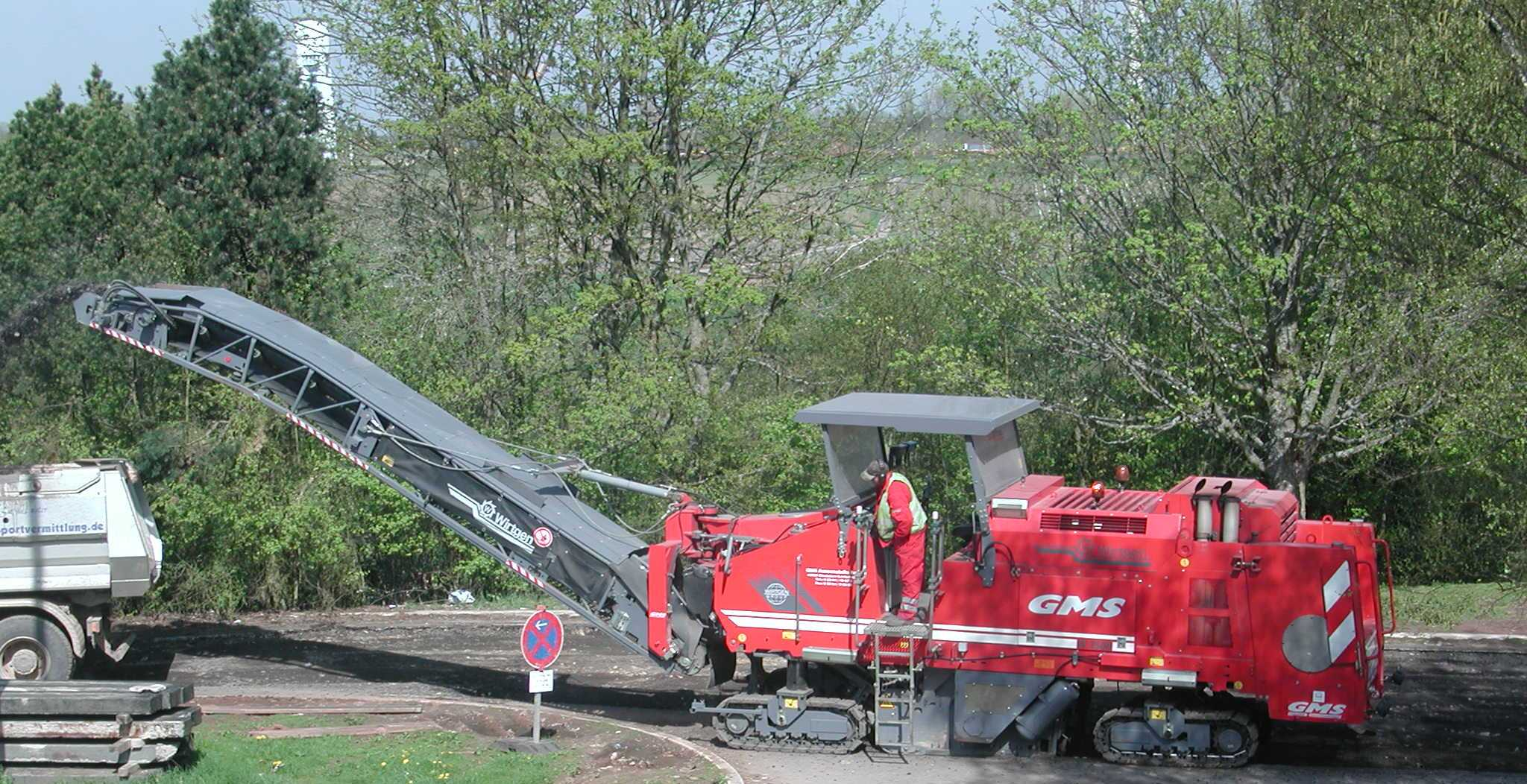
Kaltfräse W1500 des Unternehmens GMS im Einsatz

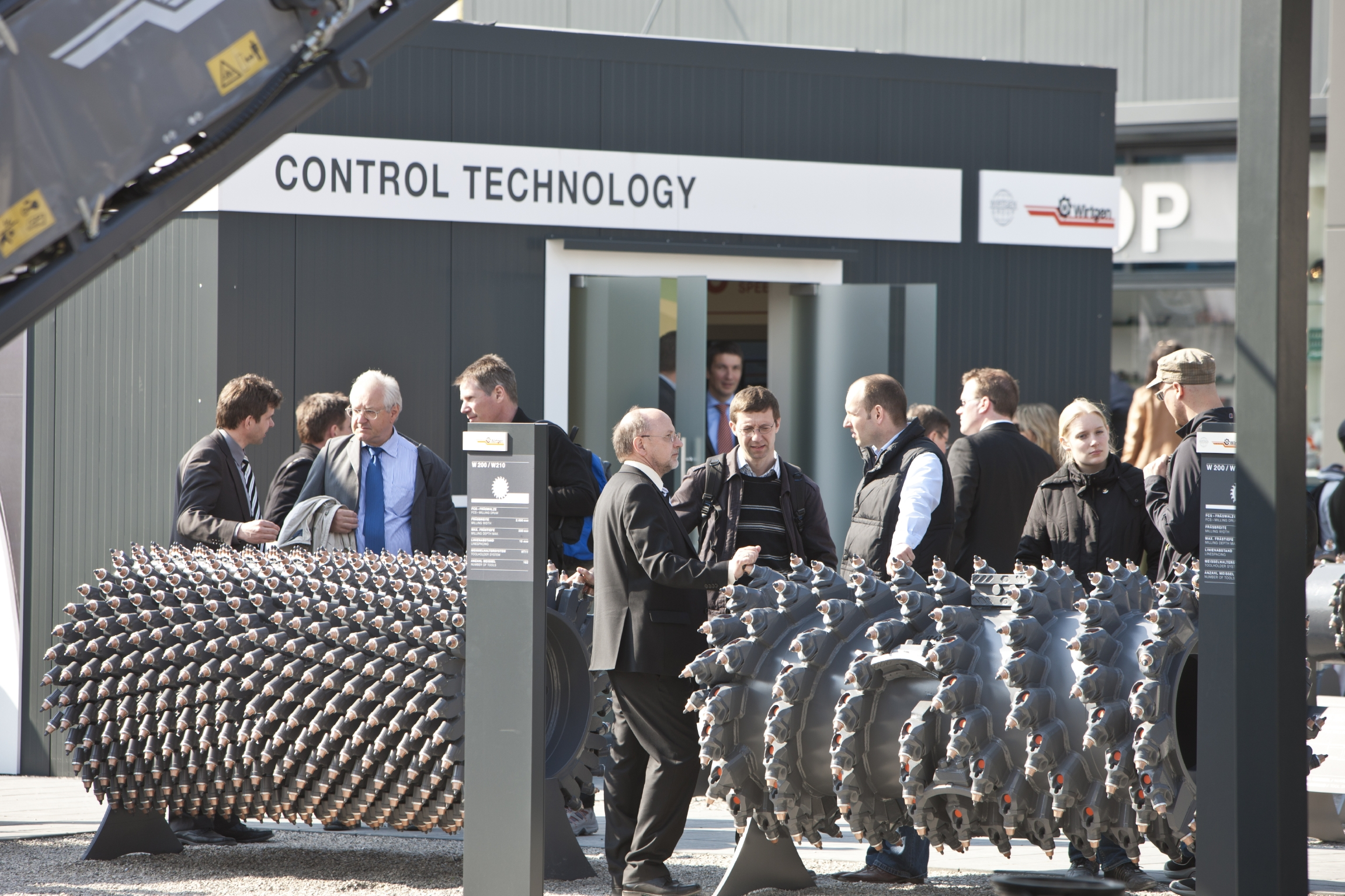
Verschiedene Fräswalzen für Kaltfräsen

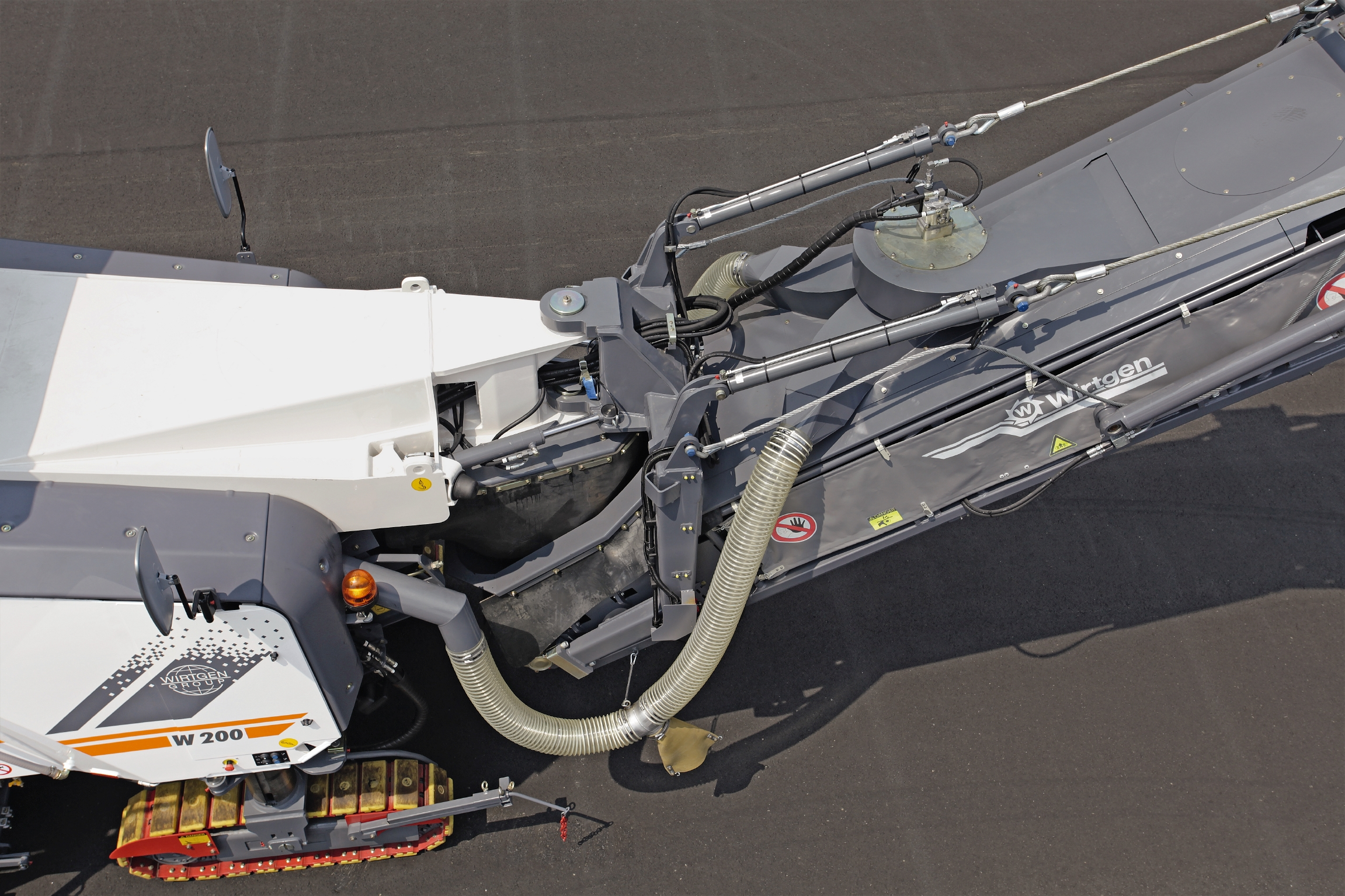
Absauganlage VCS (Vacuum Cutting System) an einer Wirtgen W 200

Mit Kaltfräsen werden Asphalt-, Beton- oder Schotterschichten verschiedener Dicke abgetragen. Die Kaltfräse fährt über die abzufräsende Schicht, wobei eine rotierende Fräswalze entsprechend der Frästiefe abgesenkt ist und das Material löst. Die Maschine kann sowohl parallel als auch in einer bestimmten Neigung zur Fahrbahnoberfläche den Fahrbahnbelag abfräsen. Während des Fräsens kann die eingestellte Frästiefe in Bezug auf eine vorher festgelegte Referenzhöhe geregelt werden.

## Beschreibung
Das gewonnene Fräsgut wird je nach Bauverfahren und den logistischen Anforderungen der Baustelle von einem Ladeband auf Lkw verladen, seitlich abgelegt oder in der verbleibenden Frässpur belassen. Bei Kleinfräsen, die eingesetzt werden, wenn kleinere Flächen bearbeitet werden oder wenn in beengter Umgebung zu fräsen ist, wird oft auch ohne Ladeband gearbeitet.
Kaltfräsen gibt es in verschiedenen Größen. Kleinfräsen haben Arbeitsbreiten von ca. 0,30 m bis zu 1,00 m. Großfräsen gibt es mit Arbeitsbreiten bis zu 4,40 m. In Deutschland werden aus logistischen Gründen kaum Fräsen über 2,20 m eingesetzt, da eine solche Fräse inklusive Tieflader und Zugmaschine ca. 70 t Gesamtgewicht mit sich bringt und auch in Transporthöhe und -breite grenzwertig ist.
Vom Feinfräsen wird gesprochen, wenn die Asphaltschicht nicht ausgetauscht werden soll, sondern nach dem Arbeitsschritt sofort befahren werden kann. Hierfür werden andere Walzen mit einer höheren Meißelzahl verwendet. Eine Unterart des Feinfräsens ist das vertikale Feinfräsen, hier ist ein vertikal fräsender Meißelteller im Einsatz, der lokale Unebenheiten (Fahrbahnmarkierungen, Bushaltebuchten) oder aber Schachtabdeckungen ausfräsen kann.

## Geschichte
Vorgänger der Kaltfräse ist die Warmfräse, die nach dem gleichen Prinzip arbeitet, jedoch nur eine stark erwärmte Oberfläche bearbeiten kann. Dieses Verfahren hat im Vergleich zur Kaltfräse viel höhere Energiekosten (Gasverbrauch zum Aufheizen) und arbeitet langsamer bzw. in geringeren Tiefen als dies mit der kalten Variante möglich ist. Ein weiterer Punkt ist der enorme Sauerstoffverbrauch, der Warmfräsen in geschlossenen Gebäuden unmöglich macht. So ist beispielsweise ein Fräser beim Bearbeiten einer Eissporthalle ohnmächtig geworden, da der Luftsauerstoffgehalt im Laufe der Arbeit zu stark absank.
Trotz dieser Nachteile war Warmfräsen die erste Möglichkeit zur effektiven Straßensanierung, da beim Kaltfräsen hohe Kräfte auftreten, die die gesamte Maschine enorm belasten. Nicht nur die Fräsmeißel müssen aus hochstabilem Spezialstahl hergestellt werden, auch Walzenantrieb, Lager und Schutzbleche müssen hohen mechanischen Belastungen standhalten. Anfang der 1980er-Jahre wurden die ersten Kaltfräsen serienmäßig hergestellt und erste Unternehmen spezialisierten sich auf diese Sanierungsart. Heute ist Kaltfräsen das häufigste Bauverfahren in der Sanierung von Fahrbahnen.

## Arbeitsschutz
Beim Kaltfräsen können die im Straßenbaumaterial verwendeten Gesteine zerkleinert werden, dadurch können E-Staub, A-Staub, Quarzstaub und Asbestfasern (wenn mineralische Rohstoffe mit natürlichem Asbestgehalt verwendet wurden) freigesetzt werden. Die BG/BGIA-Empfehlungen bewerten die Exposition von Beschäftigten gegenüber diesen Gefahrstoffen beim schichtweisen Abtragen von befestigten Flächen aus Asphalt mit Frontlader-Kaltfräsen, die über eine Absauganlage mit Rückführung verfügen. Zudem geben die Empfehlungen praxisgerechte Hinweise darauf, wie sich durch geeignete Schutzmaßnahmen sicherstellen lässt, dass die Arbeitsplatzgrenzwerte eingehalten werden. Andere Anforderungen der Gefahrstoffverordnung, z. B. Informationsermittlung, Unterweisungspflicht und arbeitsmedizinische Vorsorge, bleiben bestehen.